# The Ultimate Fighter 3: Team Ortiz vs. Team Shamrock
The Ultimate Fighter 3 foi a terceira temporada do reality show de lutas livres MMA da série The Ultimate Fighter. Foi ao ar em 4 de abril de 2006, imediatamente após os fins das filmagens de UFC Ultimate Fight Night 4. A temporada apresentava dezesseis lutadores (oito Pesos Pesados e oito Pesos Médios) tendo Tito Ortiz e Ken Shamrock como treinadores das equipes. O final foi ao ar em 24 de junho de 2006, com audiência de 2.0 no share da emissora. .
Houve várias mudanças nas regras do Ultimate Fighter em relação às temporadas anteriores. Não houve mais desafios entre os grupos. Todos os lutadores teriam que ganhar um jogo preliminar antes de avançarem para as semifinais, que, na prática, começaram no torneio como uma eliminatória simples, no início da série, em vez de perto do fim. A primeira partida preliminar foi definida pela equipe que ganhou um sorteio. Todas as lutas subseqüentes da primeira rodada foram definidas pela equipe que venceu o jogo anterior. Cada luta foi definida por duas rodadas em vez das três rodadas na temporada anterior. Se houvesse um empate, após duas rodadas, a partida iria para uma rodada final de desempate, de cinco minutos. Nesse caso, a decisão dos juízes na partida final seria baseada unicamente na terceira rodada (a menos que a luta fosse interrompida pelo árbitro antes do final da rodada). Os treinadores foram autorizados a trazer dois assitentes adjuntos para ajudar no treinamento, enquanto que em temporadas anteriores, os assistentes eram contratados pelo UFC e trabalhavam para ambas as equipes. 

## Elenco

### Técnicos e Treinadores
- Equipe Ortiz (Punishment)
  - Tito Ortiz, Técnico principal
  - Dean Lister, treinador de Jiu-Jitsu Brasileiro
  - Saul Soliz, treinador de Kickboxing
- Equipe Shamrock
  - Ken Shamrock, Técnico principal
  - Roman Pollock, treinador de Boxing
  - Dan Freeman, Nutricionista/musculação.

### Lutadores
- Divisão Pesos Médios.
  -      Equipe Ortiz: Mike Stine, Kendall Grove, Rory Singer, Danny Abbadi
  -      Equipe Shamrock: Kalib Starnes, Solomon Hutcherson, Ed Herman, Ross Pointon[1]

- Divisão Meio-Pesados.
  -      Equipe Ortiz: Michael Bisping, Noah Inhofer, Josh Haynes, Matt Hamill
  -      Equipe Shamrock: Jesse Forbes, Kristian Rothaermel, Tait Fletcher, Mike Nickels

### Apresentador
- Dana White

## Episódios
Episódio 1: Fresh Meat (Originalmente transmitido em: 6 de Abril de 2006)
- Ken Shamrock e Tito Ortiz são apresentados como treinadores.
- Equipe Shamrock vence o sorteio para comandar o primeiro jogo.
- Kalib Starnes da Equipe Shamrock derrota Mike Stine aos 2:09 do primeiro round via TKO (Socos)

Episódio 2: The Basketball (Originalmente transmitido em: 13 de Abril de 2006)
- Noah Inhofer da Equipe Ortiz derrota Jesse Forbes aos 2:35 do primeiro round por Finalização (Armbar).
- Equipe Ortiz ganha o comando das lutas.

Episódio 3: Team Dagger (Originalmente transmitido em: 20 de Abril de 2006)
- Kendall Grove da Equipe Ortiz derrota Ross Pointon aos 3:45 do primeiro round via Finalização (mata-leão).
- Equipe Ortiz recupera o commando das lutas.

Episódio 4: Hitting it Hard (Originalmente transmitido em: 27 de Abril de 2006)
- Michael Bisping of Equipe Ortiz derrota Kristian Rothaermel aos 3:51 do primeiro round via TKO (Socos).
- Equipe Ortiz recupera o controle das lutas.

Episódio 5: The Truce Is Over (Originalmente transmitido em: 4 de Maio de 2006)
- Os lutadores assistem ao UFC 57.Após Randy Couture anunciar que está desistindo, Ed Herman declara que ele estará na final e irá vencer para Randy.
- Rory Singer da Equipe Ortiz derrota Solomon Hutcherson após 0:21 do Segundo round via KO (Chute na cabeça e Socos).
- Equipe Ortiz recupera o comando dos jogos..

Episódio 6: The Letter (Originalmente transmitido em: 11 de Maio de 2006)
- Não há lutas nesse episódio, embora a Equipe Ortiz selecione Josh Haynes para enfrentar Tait Fletcher.
- Noah Inhofer decide sair do programa e retornar para Yankton, Dakota do Sul após receber uma carta de sua namorada que achava que ele a estava traindo. Nunca foi explicado como ele conseguiu receber a carta, existindo uma política severa de isolamento no programa.
- Um lutador previamente eliminado é escalado para substituir Inhofer, embora não seja revelado no episódio quem ele seja.

Episódio 7: Mohawk (Originalmente transmitido em: 18 de Maio de 2006)
- Jesse Forbes returna à Equipe Shamrock e toma o lugar de Noah Inhofer na semifinal.
- Josh Haynes da Equipe Ortiz derrota Tait Fletcher via decisão dividida após dois rounds.
- Officially, Equipe Ortiz recupera o controle das lutas. Todavia, existem apenas dois jogadores pesos médios que ainda não lutaram, sendo a luta seguinte entre Danny Abbadi (Equipe Ortiz) vs. Ed Herman (Equipe Shamrock).

Episódio 8: The Fuse Is Lit (Originalmente transmitido em: 25 de Maio de 2006)
- Ed Herman da Equipe Shamrock derrotaDanny Abbadi aos 4:14 do primeiro round via Finalização (Armbar).
- Oficialmente, a Equipe Shamrock ganha o controle das lutas. Entrementes, como apenas dois lutadores pesos pesados ainda não lutaram, a primeira final do primeiro round ocorreu entre Matt Hamill (Equipe Ortiz) vs. Mike Nickels (Equipe Shamrock).

Episódio 9:The Golden Boy (Originalmente transmitido em: 1 de Junho de 2006)
- Matt Hamill da Equipe Ortiz derrota Mike Nickels via decisão unânime após dois assaltos.
- Matt Hamill é enviado para o hospital após a vitória.
- O jeito das lutas parece que irá mudar, mas não é revelado exatamente como.

Episódio 10: Full House (Originalmente transmitido em: 8 de Junho de 2006)
- A maioria dos perdedores da primeira rodada são trazidos de volta para viver na casa e ajudar os semifinalistas.
- Dana White propõe aos treinadores Tito Ortiz e Ken Shamrock jogar billar (melhor de dois de três jogos) por um prêmio de US$10,000. Shamrock vence por dois jogos a zero.
- Embora tenha vencido a luta, Matt Hamill é eliminado da competição devido a uma fratura. Devido a um nariz quebrado durante a mesma luta, Mike Nickels é descartado para substituir Hamill.
- Para surpresa de Dana White e de ambos os treinadores, ambos Tait Fletcher e Kristian Rothaermel declinam propostas para substituir Hamill nas semifinais.
- Ross Pointon concorda em ficar no lugar de Hamill e lutar entre os pesos pesados, embora tenha entrado na competição com peso médio.
- Os jogos das semifinais são decididos por Dana White e pelos dois treinadores. Lutadores na mesma equipe são elegíveis para enfrentar os outros lutadores.
- A semifinal dos pesos médios ocorrem entre Kendall Grove vs. Kalib Starnes e Ed Herman vs. Rory Singer.
- As lutas dos Pesos meio pesados ocorrem entre Jesse Forbes vs. Josh Haynes e Michael Bisping vs. Ross Pointon.
- Todas as semifinais terão três rounds de cinco minutos.
- Kendall Grove derrota Kalib Starnes aos 0:30 do terceiro round via Finalização Verbal (rib injury). Grove avança nas finais dos pesos médios.
- A segunda semifinal corre com Ed Herman vs. Rory Singer.

Episódio 11: The Jungle (Originalmente transmitido em: 15 de Junho de 2006)
- Kalib Starnes retorna do hospital e revela que suas costelas foram deslocadas durante a luta.
- Rory Singer encontra seus pertences bagunçados e culpa Ed Herman e Jesse Forbes. Singer bagunças suas luvas de boxing e armários e esfrega as luvas de Herman na bunda quando está pelado. Em retaliação, Herman esconde as luvas e protetores de joelhos e urina em sues protetores de orelhas. Singer encontra seu protetor de orelhas e sai para confrontar Herman. Eles começam uma discussão e Herman e Forbes revelam que havia sido Kendall Grove que havia mexido em sues protetores.
- Matt Hamill retorna e é surpreendido ao descobrir que está fora da competição por recomendação médica.
- Ed Herman derrota Rory Singer aos 2:31 do segundo round via Finalização (mata leão). Herman avança nas finais dos pesos médios.

Episódio 12: Bangin' (Originalmente transmitido em: 15 de Junho de 2006)
- Josh Haynes derrota Jesse Forbes aos 0:18 do segundo round via guilhotina. Haynes avança nas finais dos pesos Pesados.
- Os lutadores (excluindo Bisping e Pointon) comemoram antes da luta semifinal e a casa do UFC é praticamente virada ao avesso.
- Michael Bisping derrota Ross Pointon aos 2:13 do primeiro round por Finalização (Golpes). Bisping avança na final dos Pesos Pesados.

## Finale
Episódio 13: The Ultimate Fighter 3 Finale (Originalmente transmitido em: 24 de Junho de 2006)
- Luta entre pesos Médios:  Kendall Grove vs.  Ed Herman

Grove vence por decisão unânime com todos os três juizes pontuando a luta com 29-28. Grove vence o TUF championship na divisão dos Pesos Médios. Dana White garante aos dois lutadores um contrato de seis dígitos no UFC.
- Luta dos Pesos Meio Pesados:  Michael Bisping vs.  Josh Haynes

Bisping vence por TKO (Golpes) aos 4:14 do segundo round. Bisping vence o TUF championship na divisão dos Pesos pesados e ganha um contrato com o UFC.

## Chaves da Divisão Pesos Médios
|  | Eliminações | Eliminações        | Eliminações |               |               | Semifinais | Semifinais | Semifinais |  |  | Final | Final | Final |  |
|  |             |                    |             |               |               |            |            |            |  |  |       |       |       |  |
|  |             | Mike Stine         | 1           |               |               |            |            |            |  |  |       |       |       |  |
|  |             | Mike Stine         | 1           |               |               |            |            |            |  |  |       |       |       |  |
|  |             | Kalib Starnes      | KO          |               |               |            |            |            |  |  |       |       |       |  |
|  |             | Kalib Starnes      | KO          |               | Kalib Starnes | 3          |            |            |  |  |       |       |       |  |
|  |             |                    |             |               | Kalib Starnes | 3          |            |            |  |  |       |       |       |  |
|  |             |                    |             | Kendall Grove | FIN           |            |            |            |  |  |       |       |       |  |
|  |             | Kendall Grove      | FIN         | Kendall Grove | FIN           |            |            |            |  |  |       |       |       |  |
|  |             |                    |             |               |               |            |            |            |  |  |       |       |       |  |
|  |             | Ross Pointon       | 1           |               |               |            |            |            |  |  |       |       |       |  |
|  |             | Ross Pointon       | 1           |               | Kendall Grove | DU         |            |            |  |  |       |       |       |  |
|  |             |                    |             |               |               |            |            |            |  |  |       |       |       |  |
|  |             |                    |             | Ed Herman     | 3             |            |            |            |  |  |       |       |       |  |
|  |             | Danny Abbadi       | 1           | Ed Herman     | 3             |            |            |            |  |  |       |       |       |  |
|  |             |                    |             |               |               |            |            |            |  |  |       |       |       |  |
|  |             | Ed Herman          | FIN         |               |               |            |            |            |  |  |       |       |       |  |
|  |             | Ed Herman          | FIN         |               | Ed Herman     | FIN        |            |            |  |  |       |       |       |  |
|  |             |                    |             |               | Ed Herman     | FIN        |            |            |  |  |       |       |       |  |
|  |             |                    |             | Rory Singer   | 2             |            |            |            |  |  |       |       |       |  |
|  |             | Rory Singer        | KO          | Rory Singer   | 2             |            |            |            |  |  |       |       |       |  |
|  |             |                    |             |               |               |            |            |            |  |  |       |       |       |  |
|  |             | Solomon Hutcherson | 2           |               |               |            |            |            |  |  |       |       |       |  |

## Chaves da Divisão Meio Pesados
|  | Eliminações | Eliminações         | Eliminações |                 |              | Semifinais | Semifinais | Semifinais |  |  | Final | Final | Final |  |
|  |             |                     |             |                 |              |            |            |            |  |  |       |       |       |  |
|  |             | Noah Inhofer        | FIN         |                 |              |            |            |            |  |  |       |       |       |  |
|  |             | Noah Inhofer        | FIN         |                 |              |            |            |            |  |  |       |       |       |  |
|  |             | Jesse Forbes        | 1           |                 |              |            |            |            |  |  |       |       |       |  |
|  |             | Jesse Forbes        | 1           |                 | Jesse Forbes | 2          |            |            |  |  |       |       |       |  |
|  |             |                     |             |                 | Jesse Forbes | 2          |            |            |  |  |       |       |       |  |
|  |             |                     |             | Josh Haynes     | FIN          |            |            |            |  |  |       |       |       |  |
|  |             | Josh Haynes         | DD          | Josh Haynes     | FIN          |            |            |            |  |  |       |       |       |  |
|  |             |                     |             |                 |              |            |            |            |  |  |       |       |       |  |
|  |             | Tait Fletcher       | 2           |                 |              |            |            |            |  |  |       |       |       |  |
|  |             | Tait Fletcher       | 2           |                 | Josh Haynes  | 2          |            |            |  |  |       |       |       |  |
|  |             |                     |             |                 |              |            |            |            |  |  |       |       |       |  |
|  |             |                     |             | Michael Bisping | TKO          |            |            |            |  |  |       |       |       |  |
|  |             | Matt Hamill         | DU          | Michael Bisping | TKO          |            |            |            |  |  |       |       |       |  |
|  |             |                     |             |                 |              |            |            |            |  |  |       |       |       |  |
|  |             | Mike Nickels        | 2           |                 |              |            |            |            |  |  |       |       |       |  |
|  |             | Mike Nickels        | 2           |                 | Ross Pointon | 1          |            |            |  |  |       |       |       |  |
|  |             |                     |             |                 | Ross Pointon | 1          |            |            |  |  |       |       |       |  |
|  |             |                     |             | Michael Bisping | FIN          |            |            |            |  |  |       |       |       |  |
|  |             | Michael Bisping     | TKO         | Michael Bisping | FIN          |            |            |            |  |  |       |       |       |  |
|  |             |                     |             |                 |              |            |            |            |  |  |       |       |       |  |
|  |             | Kristian Rothaermel | 1           |                 |              |            |            |            |  |  |       |       |       |  |